# ビエーノール
ビエーノール（古希: Βιήνωρ, Biēnōr）あるいはビアノール（古希: Βιάνωρ, Bianōr）は、ギリシア神話に登場する人物あるいはケンタウロスである。長音を省略してビエノル、ビアノルとも表記される。主に、
- ケンタウロスの1人
- ピュルノスの子
- マントーの子
- トロイアの戦士

が知られている。以下に説明する。

## ケンタウロスの1人

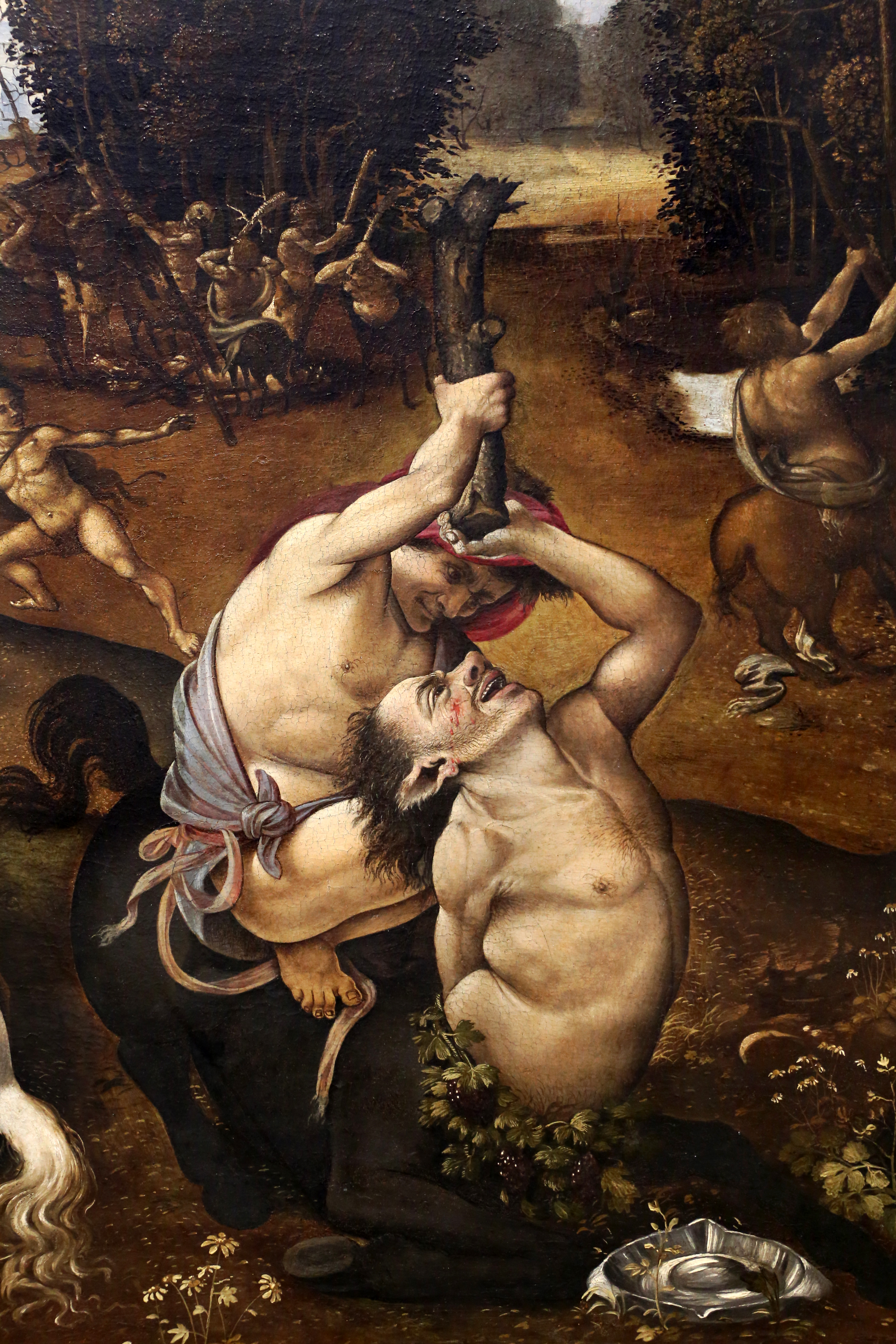
ビエーノールの背に乗って棍棒を振り上げるテーセウス。ピエロ・ディ・コジモの絵画『ラピテス族とケンタウロスの戦い』の一部。1500年頃から1515年頃。ロンドン・ナショナル・ギャラリー所蔵。

このビエーノールは、ラピテース族の王ペイリトオスとヒッポダメイアの結婚式で、酩酊して暴れたケンタウロスの1人。ビアノールは背丈の高いケンタウロスで、背中に誰も乗せたことはなかった。しかし結婚式の混乱の中でアテーナイ王テーセウスはビアノールの背中に跳び乗って、両脚で肋骨を締め上げ、左手でたてがみをつかむと、背後から棍棒でビアノールのこめかみを打ち砕いた。

## ピュルノスの子
このビエーノールは、小アジアのミューシア地方の都市キュージコスの戦士である。ピュルノスの子。アルゴナウタイとの戦いで戦死した。

## マントーの子
このビエーノールは、予言者テイレシアースの娘あるいはヘーラクレースの娘マントーと河神ティベリスの子。別名オクノス。母マントーは父親の死後にイタリアに移住し、ビエーノールを生んだ。ビエーノールはマントヴァを創建し、都市の名前を母にちなんで名づけた。

## トロイアの戦士
このビエーノールは、トロイア戦争で戦ったトロイアの戦士である。ホメーロスの叙事詩『イーリアス』の3日目の戦いで、アガメムノーンによって部下のオイレウス、プリアモスの2子イーソスとアンティポス、アンティマコスの2子ペイサンドロスとヒッポロコスらとともに討たれた。